# 5474 Gingasen
Gingasen (asteroide 5474) é um asteroide da cintura principal, a 2,222454 UA. Possui uma excentricidade de 0,0675422 e um período orbital de 1 344 dias (3,68 anos).
5474 Gingasen tem uma velocidade orbital média de 19,29260901 km/s e uma inclinação de 6,14494º.
Este asteroide foi descoberto em 3 de Dezembro de 1988 por Tetsuya Fujii e Kazuro Watanabe.